# 850

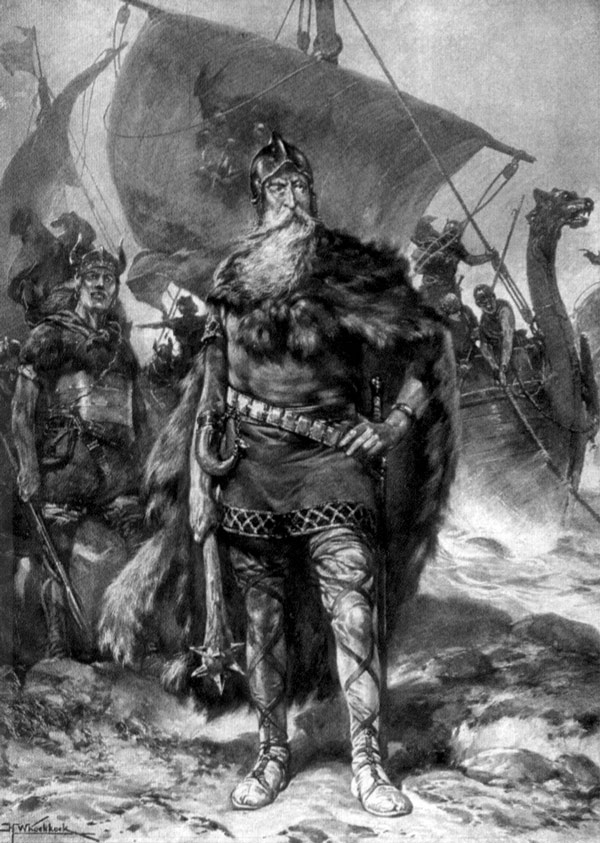
Rorik volgens H.W. Koekkoek (1912)

Het jaar 850 is het 50e jaar in de 9e eeuw volgens de christelijke jaartelling.

## Gebeurtenissen

### Europa
- Vikingen vanuit Denemarken onder leiding van Rorik en zijn neef Godfred Haraldson veroveren Utrecht en Dorestad. Keizer Lotharius I wordt gedwongen hem als hertog van een groot deel van Friesland (zogenaamde West-Frisia) te erkennen.[1] Bisschop Hunger van Utrecht (Het Sticht) vlucht later naar Deventer.
- Koning Ramiro I overlijdt na een regeerperiode van 8 jaar. Hij wordt opgevolgd door zijn zoon Ordoño I als heerser van Asturië (Noord-Spanje).
- Koning Lodewijk II, de oudste zoon van Lotharius I, wordt in Rome door paus Leo IV tot medekeizer gekroond van het Midden-Frankische Rijk.
- Godfred Haraldson voert een plundertocht in Vlaanderen en Artesië. Hij keert met een grote buit terug naar Denemarken om te overwinteren.
- De Karolingische Renaissance bereikt zijn hoogtepunt, het christendom en het onderwijs wordt wijdverbreid in het Frankische Rijk. (waarschijnlijke datum)

### Japan
- 21 maart - Keizer Ninmyō overlijdt na een regeerperiode van 16 jaar. Hij wordt opgevolgd door zijn zoon Montoku als de 55e keizer van Japan.

### Religie
- De Borobudur, een boeddhistisch tempelcomplex op Midden-Java (huidige Indonesië), wordt voltooid. (waarschijnlijke datum)
- Candi Sojiwan, een Mahāyāna boeddhistische tempel op Midden-Java, wordt voltooid. (waarschijnlijke datum)
- Een synode in Pavia verbiedt aan bisschoppen de jacht. Daarnaast wordt het misbruik van geestelijken als vermogensbeheerder verboden.

### Lage landen
- Eerste schriftelijke vermeldingen van Andel, Buurmalsen, Poperinge en Zaltbommel. (waarschijnlijke datum)

## Geboren
- 25 maart - Seiwa, keizer van Japan (overleden 876)
- Abū Kāmil Shujā ibn Aslam, Arabisch wiskundige (waarschijnlijke datum)
- Árpád, vorst van de Magyaren (waarschijnlijke datum)
- Berengar II, Frankisch markgraaf (waarschijnlijke datum)
- Berno van Cluny, Frankisch abt (waarschijnlijke datum)
- Bořivoj I, hertog van Bohemen (waarschijnlijke datum)
- Gerulf, graaf van West-Frisia (waarschijnlijke datum)
- Hatto I, aartsbisschop van Mainz (waarschijnlijke datum)
- Herbert I, Frankisch graaf (waarschijnlijke datum)
- Otto I, hertog van Saksen (waarschijnlijke datum)
- Radboud, bisschop van Utrecht (waarschijnlijke datum)
- Ranulf II, hertog van Aquitanië (waarschijnlijke datum)
- Reinier I, Frankisch edelman (waarschijnlijke datum)
- Stephanus, bisschop van Luik (overleden 920)
- Wifried I, Frankisch markgraaf (waarschijnlijke datum)

## Overleden
- 21 maart - Ninmyō (39), keizer van Japan
- Amalarius, aartsbisschop van Trier (waarschijnlijke datum)
- Halfdan de Zwarte, koning van Noorwegen (waarschijnlijke datum)
- Jayavarman II, koning van het Khmer-rijk (waarschijnlijke datum)
- Ramiro I (60), koning van Asturië (Spanje)
- Vlastimir, heerser (župan) van Servië (of 863)
- Willem van Septimanië (24), Frankisch graaf